# Атамановка (смт)
Атама́новка (рос. Атамановка) — селище міського типу у складі Читинського району Забайкальського краю, Росія. Адміністративний центр Атамановського міського поселення.

## Населення
Населення — 10381 особа (2010; 9463 у 2002).